# Diocesi di Cenculiana
La diocesi di Cenculiana (in latino Dioecesis Cenculianensis) è una sede soppressa e sede titolare della Chiesa cattolica.

## Storia
Cenculiana, nell'odierna Tunisia, è un'antica sede episcopale della provincia romana di Bizacena.
Di questa sede è noto un solo vescovo, il cattolico Ianuariano, che prese parte alla conferenza di Cartagine del 411, che vide riuniti assieme i vescovi cattolici e donatisti dell'Africa. Nel 484 la sede risulta essere vacante.
Dal 1933 Cenculiana è annoverata tra le sedi vescovili titolari della Chiesa cattolica; dal 27 settembre 2024 il vescovo titolare è Dennis Spies, vescovo ausiliare di Joliet.

## Cronotassi

### Vescovi
- Ianuariano † (menzionato nel 411)

### Vescovi titolari
- Samuel Emmanuel Carter, S.I. † (1º febbraio 1966 - 1º settembre 1970 nominato arcivescovo di Kingston in Giamaica)
- Lawrence Pullen Hardman, S.M.M. † (21 settembre 1970 - 6 aprile 1971 dimesso)
- Raphaël Lubaki Nganga † (24 aprile 1971 - 8 marzo 1985 succeduto vescovo di Matadi)
- Lawrence Patrick Henry † (27 aprile 1987 - 7 luglio 1990 nominato arcivescovo di Città del Capo)
- Anil Joseph Thomas Couto (22 dicembre 2000 - 24 febbraio 2007 nominato vescovo di Jullundur)
- Francesco Focardi, O.F.M. † (6 giugno 2007 - 11 gennaio 2022 deceduto)
- Dennis Spies, dal 27 settembre 2024